# أليس ليتل
أليس ليتل (بالإنجليزية: Alice Little)‏ هي بائعة هوى ‏ ويوتيوبية أيرلندية، ولدت في 3 مايو 1990.

## وصلات خارجية
- الموقع الرسمي